# Lista de primeiras-damas do estado de Pernambuco
Esta é a lista que reúne as primeiras-damas do estado de Pernambuco.
O termo é usado pelo cônjuge do(a) governador(a) de Pernambuco quando este(a) está exercendo os plenos direitos do cargo. Em uma ocasião especial, o título pode ser aplicado a outra pessoa, quando o(a) governador(a) é solteiro(a) ou viúvo(a). Atualmente, não existe ocupação para este título, visto que, a governadora Raquel Lyra é viúva.
| Nº                               | Nome                                            | Imagem                           | Início do mandato       | Fim do mandato          | Governador(a)                                  | Notas e Referências |
| -------------------------------- | ----------------------------------------------- | -------------------------------- | ----------------------- | ----------------------- | ---------------------------------------------- | ------------------- |
| 1                                | Ana da Conceicao Jansen                         |                                  | 16 de novembro de 1889  | 12 de dezembro de 1889  | José Cerqueira de Aguiar Lima                  |                     |
| 2                                | Marieta de Sousa e Oliveira                     |                                  | 12 de dezembro de 1889  | 25 de abril de 1890     | José Simeão de Oliveira                        |                     |
| 3                                | Isabel Peixoto de Miranda Henriques             |                                  | 25 de abril de 1890     | 21 de junho de 1890     | Albino Gonçalves Meira                         |                     |
| 4                                | Antônia da Silveira Lins                        |                                  | 21 de junho de 1890     | 4 de agosto de 1890     | Ambrósio Machado da Cunha Cavalcanti           |                     |
| 5                                | Zélia Sofia Carneiro Campelo Baronesa de Lucena |                                  | 4 de agosto de 1890     | 23 de outubro de 1890   | Henrique Pereira de Lucena 1.º Barão de Lucena |                     |
| Vago; o governador era viúvo.    | Vago; o governador era viúvo.                   | Vago; o governador era viúvo.    | 23 de outubro de 1890   | 27 de novembro de 1891  | José Antônio Correia da Silva                  |                     |
| não encontrato                   | não encontrato                                  | não encontrato                   | 27 de novembro de 1891  | 30 de novembro de 1891  | José Maria de Albuquerque Melo                 |                     |
| 6                                | Maria José Alves de Araújo                      |                                  | 30 de novembro de 1891  | 7 de abril de 1892      | Antônio Epaminondas de Barros Correia          |                     |
| 7                                | Antônia da Silveira Lins                        |                                  | 7 de abril de 1892      | 20 de abril de 1892     | Ambrósio Machado da Cunha Cavalcanti           |                     |
| 8                                | Francisca Cintra Barbosa Lima                   |                                  | 20 de abril de 1892     | 7 de abril de 1896      | Alexandre José Barbosa Lima                    |                     |
| 9                                | Gasparina Amabília dos Santos                   |                                  | 7 de abril de 1896      | 4 de abril de 1899      | Joaquim Correia de Araújo                      |                     |
| 10                               | Maria das Dores de Souza Leão                   |                                  | 4 de abril de 1899      | 7 de abril de 1900      | Sigismundo Antônio Gonçalves                   |                     |
| 11                               | Benevenuta Gonçalves Ferreira                   |                                  | 7 de abril de 1900      | 7 de abril de 1904      | Antônio Gonçalves Ferreira                     |                     |
| 12                               | Maria das Dores de Souza Leão                   |                                  | 7 de abril de 1904      | 7 de abril de 1908      | Sigismundo Antônio Gonçalves                   |                     |
| 13                               | Teresa Bandeira de Melo                         |                                  | 7 de abril de 1908      | 6 de setembro de 1911   | Herculano Bandeira de Melo                     |                     |
| 14                               | Joanna Coimba                                   |                                  | 6 de setembro de 1911   | 13 de dezembro de 1911  | Estácio Coimbra                                |                     |
| não encontrato                   | não encontrato                                  | não encontrato                   | 13 de dezembro de 1911  | 19 de dezembro de 1911  | João da Costa Bezerra de Carvalho              |                     |
| 15                               | Demetria Dantas Barreto                         |                                  | 19 de dezembro de 1911  | 18 de dezembro de 1915  | Dantas Barreto                                 |                     |
| 16                               | Maria da Silva Pedrosa de Andrade               |                                  | 18 de dezembro de 1915  | 18 de dezembro de 1919  | Manuel Antônio Pereira Borba                   |                     |
| 17                               | Josefa Lima da Cunha                            |                                  | 18 de dezembro de 1919  | 24 de dezembro de 1919  | José Henrique Carneiro da Cunha                |                     |
| 18                               | Hercília Pereira de Araújo                      |                                  | 24 de dezembro de 1919  | 28 de outubro de 1920   | José Rufino Bezerra Cavalcanti                 |                     |
| 19                               | Maria Amália Gomes Tavares                      |                                  | 28 de outubro de 1920   | 3 de junho de 1921      | Otávio Hamilton Tavares Barreto                |                     |
| 20                               | Beatriz Salsa de Queirós Pinheiro               |                                  | 3 de junho de 1921      | 18 de outubro de 1922   | Severino Marques de Queirós Pinheiro           |                     |
| 21                               | Virgínia de Freitas de Barros                   |                                  | 18 de outubro de 1922   | 18 de outubro de 1926   | Sérgio Teixeira Lins de Barros Loreto          |                     |
| não encontrato                   | não encontrato                                  | não encontrato                   | 18 de outubro de 1926   | 12 de dezembro de 1926  | Júlio de Melo                                  |                     |
| 22                               | Joanna Coimba                                   |                                  | 12 de dezembro de 1926  | 28 de maio de 1930      | Estácio Coimbra                                |                     |
| não encontrato                   | não encontrato                                  | não encontrato                   | 17 de novembro de 1927  | 6 de janeiro de 1928    | Júlio de Melo                                  |                     |
| 23                               | Alice de Albuquerque Coimbra                    |                                  | 6 de janeiro de 1928    | 6 de outubro de 1930    | Júlio Celso de Albuquerque Belo                |                     |
| 24                               | Helena Maria Christina Ganches                  |                                  | 6 de outubro de 1930    | 12 de outubro de 1935   | Carlos de Lima Cavalcanti                      |                     |
| 25                               | Isabel Orlando de Andrade Bezerra               |                                  | 12 de outubro de 1935   | 6 de dezembro de 1935   | Andrade Bezerra                                |                     |
| 26                               | Helena Maria Christina Ganches                  |                                  | 6 de dezembro de 1935   | 10 de novembro de 1937  | Carlos de Lima Cavalcanti                      |                     |
| 27                               | Maria Augusta Vila Nova                         |                                  | 10 de novembro de 1937  | 3 de dezembro de 1937   | Amaro de Azambuja Vila Nova                    |                     |
| 28                               | Antonieta Bezerra Cavalcanti                    |                                  | 3 de dezembro de 1937   | 20 de fevereiro de 1945 | Agamenon Magalhães                             |                     |
| 29                               | Djanira Falcão                                  |                                  | 20 de fevereiro de 1945 | 5 de novembro de 1945   | Etelvino Lins                                  |                     |
| não encontrado                   | não encontrado                                  | não encontrado                   | 5 de novembro de 1945   | 7 de fevereiro de 1946  | José Neves Filho                               |                     |
| 30                               | Davina Domingues da Silva                       |                                  | 7 de fevereiro de 1946  | 7 de agosto de 1946     | José Domingues da Silva                        |                     |
| 31                               | Umbelina Vicenzo Peixoto                        |                                  | 7 de agosto de 1946     | 8 de março de 1947      | Demerval Peixoto                               |                     |
| 32                               | Isolina de Melo Gomes Pedrosa                   |                                  | 8 de março de 1947      | 1º de julho de 1947     | Amaro Gomes Pedrosa                            |                     |
| 33                               | Elizabeth Correia de Araújo                     |                                  | 1º de julho de 1947     | 14 de fevereiro de 1948 | Otávio Correia de Araújo                       |                     |
| 34                               | Maria José Barbosa Lima                         |                                  | 14 de fevereiro de 1948 | 31 de janeiro de 1951   | Barbosa Lima Sobrinho                          |                     |
| 35                               | Antonieta Bezerra Cavalcanti                    |                                  | 31 de janeiro de 1951   | 24 de agosto de 1952    | Agamenon Magalhães                             |                     |
| 36                               | Margarida Félix da Costa                        |                                  | 24 de agosto de 1952    | 12 de dezembro de 1952  | Antônio Torres Galvão                          |                     |
| 37                               | Djanira Falcão                                  |                                  | 12 de dezembro de 1952  | 31 de janeiro de 1955   | Etelvino Lins                                  |                     |
| 38                               | Avany Cordeiro de Farias                        |                                  | 31 de janeiro de 1955   | 14 de novembro de 1958  | Cordeiro de Farias                             | [ 2 ]               |
| 39                               | Elizabeth Correia de Araújo                     |                                  | 14 de novembro de 1958  | 31 de janeiro de 1959   | Otávio Correia de Araújo                       |                     |
| 40                               | Maria do Carmo Barbosa Maranhão                 |                                  | 31 de janeiro de 1959   | 31 de março de 1959     | Constantino Carneiro de Albuquerque Maranhão   |                     |
| 41                               | Dulce Sampaio                                   |                                  | 31 de março de 1959     | 31 de janeiro de 1963   | Cid Sampaio                                    | [ 3 ] [ 4 ]         |
| 42                               | Magdalena Arraes                                |                                  | 31 de janeiro de 1963   | 2 de abril de 1964      | Miguel Arraes                                  | [ 5 ] [ 6 ]         |
| 43                               | Virgínia Pessoa Guerra                          |                                  | 2 de abril de 1964      | 31 de janeiro de 1967   | Paulo Pessoa Guerra                            |                     |
| 44                               | Maria Tereza Coelho                             |                                  | 31 de janeiro de 1967   | 15 de março de 1971     | Nilo Coelho                                    | [ 7 ]               |
| 45                               | Olga Gueiros                                    |                                  | 15 de março de 1971     | 15 de março de 1975     | Eraldo Gueiros                                 | [ 8 ]               |
| 46                               | Margarida Krause Moura Cavalcanti               |                                  | 15 de março de 1975     | 15 de março de 1979     | Francisco Moura Cavalcanti                     | [ 9 ]               |
| 47                               | Anna Maria Maciel                               |                                  | 15 de março de 1979     | 15 de maio de 1982      | Marco Maciel                                   | [ 10 ]              |
| 48                               | Socorro Muniz Ramos                             |                                  | 15 de maio de 1982      | 15 de março de 1983     | José Muniz Ramos                               | [ 11 ]              |
| 49                               | Jane Magalhães                                  |                                  | 15 de março de 1983     | 14 de maio de 1986      | Roberto Magalhães                              | [ 12 ]              |
| 50                               | Cléa Borges                                     |                                  | 14 de maio de 1986      | 15 de março de 1987     | Gustavo Krause                                 | [ 13 ]              |
| 51                               | Magdalena Arraes                                |                                  | 15 de março de 1987     | 1º de abril de 1990     | Miguel Arraes                                  | [ 5 ] [ 6 ]         |
| 52                               | Ana Lúcia Loyo Campos                           |                                  | 1º de abril de 1990     | 15 de março de 1991     | Carlos Wilson Campos                           |                     |
| 53                               | Silvia Cavalcanti                               |                                  | 15 de março de 1991     | 1º de janeiro de 1995   | Joaquim Francisco Cavalcanti                   | [ 14 ]              |
| 54                               | Magdalena Arraes                                |                                  | 1º de janeiro de 1995   | 1º de janeiro de 1999   | Miguel Arraes                                  | [ 5 ] [ 6 ]         |
| Vago; o governador era solteiro. | Vago; o governador era solteiro.                | Vago; o governador era solteiro. | 1º de janeiro de 1999   | 31 de março de 2006     | Jarbas Vasconcelos                             |                     |
| 55                               | Taciana Vilaça Mendonça                         |                                  | 31 de março de 2006     | 1º de janeiro de 2007   | Mendonça Filho                                 |                     |
| 56                               | Renata Campos                                   |                                  | 1º de janeiro de 2007   | 3 de abril de 2014      | Eduardo Campos                                 | [ 15 ]              |
| 57                               | Leila Queiroz                                   |                                  | 3 de abril de 2014      | 1º de janeiro de 2015   | João Lyra Neto                                 | [ 16 ]              |
| 58                               | Ana Luiza Câmara                                |                                  | 1º de janeiro de 2015   | 1° de janeiro de 2023   | Paulo Câmara                                   | [ 17 ]              |
| Vago; a governadora é viúva.     | Vago; a governadora é viúva.                    | Vago; a governadora é viúva.     | 1° de janeiro de 2023   | até a atualidade        | Raquel Lyra                                    |                     |